# Star Wars: Episodio I - La minaccia fantasma (romanzo)
Star Wars. Episodio I. La minaccia fantasma è un romanzo di fantascienza del 1999 di Terry Brooks, tratto dalla sceneggiatura del film omonimo scritto e diretto da George Lucas. Il romanzo riprende fedelmente la trama del film, arricchendola di particolari inediti. È da considerarsi facente parte dell'Universo espanso.

## Trama
Il romanzo, così come il film, segue il Cavaliere Jedi Qui-Gon Jinn e il suo apprendista Obi-Wan Kenobi. Essi scortano e proteggono la regina Amidala, che viaggia dal pianeta Naboo al pianeta Coruscant sperando di trovare una soluzione pacifica a una grande controversia sul commercio interplanetario. Sulla loro strada incontrano il giovane schiavo Anakin Skywalker, che sembra avere insolitamente forti poteri nascenti della Forza, e devono vedersela con il misterioso ritorno dei Sith.

## Differenze rispetto al film
Sono presenti cinque scene nel romanzo che nel film non appaiono. Esse sono:
- Nel capitolo uno viene descritta la corsa di Boonta (circa un mese prima degli eventi) a cui Anakin partecipa ma viene messo fuori gioco da Sebulba ed eliminato dalla gara.
- Nel capitolo due Anakin, Wald e Kitster fanno la conoscenza di un vecchio pilota della Repubblica il quale racconta ai tre di aver trasportato soldati della Repubblica a Makem Te durante la rivolta e di aver trasportato dei Jedi su un pianeta ignoto. Egli poi confida ad Anakin che un giorno sarebbe diventato quello che lui avrebbe voluto.
- Nel capitolo sei Anakin, mandato da Watto nel deserto per comprare droidi dai jawa insieme a C-3PO, si imbatte in un tusken ferito. Dopo averlo soccorso viene incredibilmente risparmiato dagli altri tusken che erano venuti a cercare il loro compagno disperso.
- Nel capitolo dieci viene fatta una breve digressione sulla storia dei Sith, dove viene menzionato per la prima volta Darth Bane e la regola dei due.
- Nel capitolo quattordici Anakin dà addio alla vecchia Jira. Nello stesso capitolo Qui-Gon Jinn distrugge il droide sonda Sith che stava pedinando lui e Anakin, prima del suo scontro con Darth Maul nel deserto. Queste scene sono presenti anche nell'edizione speciale del film come scene tagliate.

## Edizioni italiane
La minaccia fantasma è stato pubblicato in Italia nel 1999 edito da Sonzogno e riedito successivamente nel 2005 da Sperling & Kupfer in occasione dell'uscita del film Star Wars: Episodio III - La vendetta dei Sith.